# (5102) Benfranklin
(5102) Benfranklin (1986 RD1) – planetoida z grupy pasa głównego asteroid okrążająca Słońce w ciągu 4,69 lat w średniej odległości 2,8 j.a. Odkryta 2 września 1986 roku.